# Ryōji Kawamoto
Ryōji Kawamoto (japanisch 川本 良二 Kawamoto Ryōji; * 25. September 1982 in der Präfektur Aichi) ist ein ehemaliger japanischer Fußballspieler.

## Karriere
Kawamoto erlernte das Fußballspielen in der Schulmannschaft der Yokkaichi Chuo Technical High School. Seinen ersten Vertrag unterschrieb er 2001 bei Ōita Trinita. Der Verein spielte in der zweithöchsten Liga des Landes, der J2 League. 2002 wurde er mit dem Verein Meister der J2 League und stieg in die J1 League auf. 2004 wechselte er zum Drittligisten Ehime FC. 2005 wurde er mit dem Verein Meister der Japan Football League und stieg in die J2 League auf. Danach spielte er bei Sagawa Printing und Zweigen Kanazawa. Ende 2012 beendete er seine Karriere als Fußballspieler.